# 吳剛 (翻譯家)
吴剛（？—），男，中國翻譯家，上海外国语大学高级翻译学院副院长、上海市翻译家协会理事。他翻譯了J·R·R·托爾金小說《哈比人》的新譯本。

## 作品
吴剛譯有《哈比人》、《美与孽》、《莎樂美》、《拉合爾茶館的陌生人》、《远离芝加哥的日子》、《勇敢船長》、《野性的呼喚》、《白牙》等三十多部作品。其中《哈比人》因配合電影《哈比人：意外旅程》的上映而在2012年12月出版，出版後在2013年年初发行量已达20万册。
他還撰有《王尔德文艺理论研究》等著作。

## 榮譽
- 2016年5月19日，獲上海翻译家协会頒予「翻译新人奖」[8]。